# Tomislav Klokočovnik
Tomislav Klokočovnik, slovenski kirurg, univerzitetni profesor in politik, * 7. november 1956, Vinkovci, Hrvaška.

## Življenjepis
Osnovno šolo in gimnazijo je obiskoval v Kopru, kjer je leta 1975 maturiral. Na Medicinski fakulteti v Padovi v Italiji je diplomiral leta 1982. V letih od 1983 do 1985 je bil zaposlen kot splošni zdravnik v Zdravstvenem domu v Izoli, nato pa od leta 1985 v izolski splošni bolnišnici kot specializant kirurgije. Specialistični izpit iz splošne kirurgije je opravil leta 1989. Subspecializacijo iz kardiovaskularne kirurgije je opravil leta 1993/94 v Houstonu. Od leta 1990 do 2019 je bil zaposlen v Kliničnem centru v Ljubljani kot specialist kirurg in nazadnje tudi kot predstojnik Kliničnega oddelka za kirurgijo srca in ožilja. Od leta 2019 je zaposlen v svojem podjetju Kardio Klokočovnik. 
Leta 1991 je bil na medicinski fakulteti v Ljubljani prvič izvoljen za naziv asistent za predmet kirurgija. Leta 2001 je pridobil naslov docenta, leta 2013 pa je bil izvoljen za rednega profesorja Univerze v Ljubljani. Svoje znanje in izkušnje iz področja kardiovaskularne kirurgije je nadgrajeval na Klinikah za srčno kirurgijo v Houstonu, Clevelandu, Bostonu, Londonu, Parizu, Milanu, Leidnu, Zurichu in na Dunaju. Leta 2002 ga je evropsko združenje torakalnih in kardiovaskularnih kirurgov sprejelo v svojo organizacijo in mu podelilo naslov FETCS.
Tomislav Klokočovnik je poročen z Deano, ki je magistra farmacije in lastnica zasebne Lekarne Portorož in oče dveh otrok.
Leta 2006 je s podporo Borisa Popoviča kandidiral za župana Občine Izola in bil na lokalnih volitvah tudi izvoljen. Njegovo županovanje je bilo sporno zaradi neprimernih izjav o političnih nasprotnikih in očitkov o slabem vodenju ter nezakonitem poslovanju občine. Kandidiral je tudi na naslednjih lokalnih volitvah, na katerih pa ga je premagal protikandidat.